# Nashorn
Il Nashorn (rinoceronte) Sd.Kfz.164 era un cannone controcarro semovente tedesco, apparso nel 1943, durante la seconda guerra mondiale. Venne progettato per supplire alla mancanza di validi cacciacarri sul fronte orientale.

## Caratteristiche generali
Il semovente era realizzato montando sullo scafo del carro Panzer IV, con parte della meccanica del Panzer III, un potente cannone controcarro PaK 43 o PaK 43/41 entrambi da 88 mm L/71. Il pezzo era installato in una casamatta posta nella parte terminale dello scafo, costituita da lamiere inclinate ed elettrosaldate. Il motore da 300 hp venne dunque spostato al centro per bilanciare il mezzo. L'equipaggio disponeva di una mitragliatrice MG34 o MG42 per la difesa ravvicinata contro le squadre di fanteria.

## Impiego bellico
L'entrata in linea dei più possenti carri sovietici spinse i tedeschi alla creazione di un certo numero di cacciacarri come soluzioni di compromesso in attesa di mezzi più efficienti e meglio corazzati. Si decise di sfruttare un gran numero di carri, ormai obsoleti, per questo scopo; fra questi il Marder II sullo scafo del Panzer II, il Marder III sullo scafo del Panzer 38(t) ed infine il Nashorn, inizialmente denominato Hornisse, sullo scafo Geschützwagen III/IV. Il progetto venne presentato ad Hitler nel 1942, ma solo nell'anno seguente se ne decise la produzione in serie con la denominazione Panzerjäger Hornisse, armato con il PaK 43, ribattezzato in seguito Nashorn con l'adozione del PaK 43/1.
Il mezzo non poteva essere usato in prima linea in appoggio ai carri armati, perché la sua sagoma alta, la debole corazzatura e la casamatta a cielo scoperto lo rendevano un facile bersaglio non solo per i carri o i cacciabombardieri, ma anche per le armi controcarro più leggere della fanteria (bombe a mano e fucili controcarro come i sovietici PTRS-41 e PTRD-41 in calibro 14,5mm).
Questa limitazione era comunque compensata dalle notevoli prestazioni del cannone, che poteva perforare la corazza di buona parte dei carri nemici fino 2000 m di distanza, consentendo così al mezzo di appoggiare le truppe ed i carri in prima linea restando su posizioni arretrate in relativa sicurezza.
La produzione venne interrotta nel 1944 dopo la realizzazione di 480 esemplari, quando il veicolo venne sostituito sulle catene di montaggio dal più avanzato Jagdpanzer V Jagdpanther dotato di una versione aggiornata dello stesso cannone.